# Africa Francese del Nord
L'Africa Francese del Nord (in francese Afrique française du Nord, AFN; in arabo شمال أفريقيا الفرنسية‎?) era l'insieme geografico e amministrativo delle colonie, dipendenze e dipartimenti del Maghreb sotto controllo o autorità della Francia dal 1830 al 2 luglio 1962.
Parte dell'Impero coloniale francese, i territori dell'Africa Francese del Nord comprendevano:
- il dipartimento dell'Algeria francese (dal 1830 al 1962);
- il protettorato francese in Tunisia (dal 1881 al 1956);
- il protettorato francese in Marocco (dal 1912 al 1956).